# Йозеф Одложил
Йозеф Одложил (чеськ. Josef Odložil; 11 листопада 1938 — 10 вересня 1993) — чехословацький легкоатлет, який спеціалізувався в бігу на середні дистанції, призер Олімпійських ігор.

## Біографія
У дитинстві під час походів з дому до школи він щодня долав 8 км, що заклало його  фізичну форму і звички. Після початкової школи він поїхав вчитися в Оломоуць у військову школу, де почав бігати за спортивний клуб «Слован» і скоро став членом збірної Чехословаччини. Пізніше виступав за «Славію» Кошиці, а потім за «Дуклу» Прага.
На Олімпійських іграх 1964 у бігу на 1500 метрів, пройшовши кваліфікаційні забіги і відставши у фіналі на півтори секунди від переможця Пітера Снелла (Нова Зеландія), у впертій боротьбі з іншими учасниками фінального забігу з часом 3:39,6 зумів вибороти срібну медаль.
1965 року досяг піку своєї форми і 8 вересня 1965 року встановив світовий рекорд на дистанції 2000 м 5:01,2.
1966 року показав свій найкращий час на дистанції 1500 м 3:37,6.
На Олімпійських іграх 1968 знов дійшов до фіналу, але з часом 3:48,6 фінішував восьмим. 1969 року завершив виступи.
Під час Олімпіади 1968 року Одложил одружився з відомою гімнасткою Вірою Чаславською. Церемонія, яка відбулася в кафедральному соборі Мехіко, зібрала багатотисячний натовп. У пари народилися син Мартін і донька Радка. Пара розлучилася 1987 року.

## Смерть
7 серпня 1993 року Одложил посварився зі своїм 19-річним сином. Мартін вдарив його в голову, що призвело до тривалої коми та смерті 10 вересня 1993 року. Мартін був засуджений до чотирьох років ув'язнення за вбивство свого батька, але був помилуваний президентом Вацлавом Гавелом у 1997 році, оскільки ступінь вини у смерті його батька не була доведена.